# Giovita Ravizza
Giovita Ravizza, o Rapicio (Chiari, 15 febbraio 1476 – Venezia, 16 agosto 1553), è stato un grammatico e letterato italiano.

## Biografia
Secondo gli usi dell'epoca, latinizzò il cognome in Rapicius, per cui è noto come Giovita (anche Iouita o Jovita) Ravizza, Rapicio, Rapicio/Ravizza, Rapicius, Rapicci, Rapicius Brixianus.
Fu insegnante a Caravaggio, Bergamo, Vicenza e Venezia e precettore privato in casa di Paolo Ranusio. 

## Opere
Il suo lavoro maggiore, postumo, è il De numero oratorio, in cinque libri. Se ne conservano ancora una quindicina di esemplari.